# Campeonato Mundial de Motociclismo de Velocidad de 250cc
El Campeonato del Mundo de motociclismo de velocidad de 250cc, regulado por la Federación Internacional de Motociclismo, fue la máxima competición internacional de motociclismo de velocidad en la cilindrada de 250cc.
Se disputó entre los años 1949 y 2009, siendo sustituido por la categoría de Moto2.
Los pilotos que más veces han ganado el campeonato en esta categoría han sido el inglés Phil Read y el italiano Max Biaggi, con 4 títulos cada uno.

## Palmarés
| Año     | Piloto               | Constructor     |
| ------- | -------------------- | --------------- |
| 1949    | Bruno Ruffo          | Moto Guzzi      |
| 1950    | Dario Ambrosini      | Benelli         |
| 1951    | Bruno Ruffo          | Moto Guzzi      |
| 1952    | Enrico Lorenzetti    | Moto Guzzi      |
| 1953    | Werner Haas          | NSU             |
| 1954    | Werner Haas          | NSU             |
| 1955    | Hermann Müller       | NSU             |
| 1956    | Carlo Ubbiali        | MV Agusta       |
| 1957    | Cecil Sandford       | Mondial         |
| 1958    | Tarquinio Provini    | MV Agusta       |
| 1959    | Carlo Ubbiali        | MV Agusta       |
| 1960    | Carlo Ubbiali        | MV Agusta       |
| 1961    | Mike Hailwood        | Honda           |
| 1962    | Jim Redman           | Honda           |
| 1963    | Jim Redman           | Honda           |
| 1964    | Phil Read            | Yamaha          |
| 1965    | Phil Read            | Yamaha          |
| 1966    | Mike Hailwood        | Honda           |
| 1967    | Mike Hailwood        | Honda           |
| 1968    | Phil Read            | Yamaha          |
| 1969    | Kel Carruthers       | Benelli         |
| 1970    | Rodney Gould         | Yamaha          |
| 1971    | Phil Read            | Yamaha          |
| 1972    | Jarno Saarinen       | Yamaha          |
| 1973    | Dieter Braun         | Yamaha          |
| 1974    | Walter Villa         | Harley Davidson |
| 1975    | Walter Villa         | Harley Davidson |
| 1976    | Walter Villa         | Harley Davidson |
| 1977    | Mario Lega           | Morbidelli      |
| 1978    | Kork Ballington      | Kawasaki        |
| 1979    | Kork Ballington      | Kawasaki        |
| 1980    | Anton Mang           | Kawasaki        |
| 1981    | Anton Mang           | Kawasaki        |
| 1982    | Jean-Louis Tournadre | Yamaha          |
| 1983    | Carlos Lavado        | Yamaha          |
| 1984    | Christian Sarron     | Yamaha          |
| 1985    | Freddie Spencer      | Honda           |
| 1986    | Carlos Lavado        | Yamaha          |
| 1987    | Anton Mang           | Honda           |
| 1988    | Sito Pons            | Honda           |
| 1989    | Sito Pons            | Honda           |
| 1990    | John Kocinski        | Yamaha          |
| 1991    | Luca Cadalora        | Honda           |
| 1992    | Luca Cadalora        | Honda           |
| 1993    | Tetsuya Harada       | Yamaha          |
| 1994    | Max Biaggi           | Aprilia         |
| 1995    | Max Biaggi           | Aprilia         |
| 1996    | Max Biaggi           | Aprilia         |
| 1997    | Max Biaggi           | Honda           |
| 1998    | Loris Capirossi      | Aprilia         |
| 1999    | Valentino Rossi      | Aprilia         |
| 2000    | Olivier Jacque       | Yamaha          |
| 2001    | Daijiro Kato         | Honda           |
| 2002    | Marco Melandri       | Aprilia         |
| 2003    | Manuel Poggiali      | Aprilia         |
| 2004    | Daniel Pedrosa       | Honda           |
| 2005    | Daniel Pedrosa       | Honda           |
| 2006    | Jorge Lorenzo        | Aprilia         |
| 2007    | Jorge Lorenzo        | Aprilia         |
| 2008    | Marco Simoncelli     | Gilera          |
| 2009    | Hiroshi Aoyama       | Honda           |
| Fuente: |                      |                 |

### Campeonatos por piloto
| Piloto          | Campeonatos |
| --------------- | ----------- |
| Phil Read       | 4           |
| Max Biaggi      | 4           |
| Mike Hailwood   | 3           |
| Walter Villa    | 3           |
| Carlo Ubbiali   | 3           |
| Anton Mang      | 3           |
| Sito Pons       | 2           |
| Daniel Pedrosa  | 2           |
| Jorge Lorenzo   | 2           |
| Luca Cadalora   | 2           |
| Jim Redman      | 2           |
| Carlos Lavado   | 2           |
| Werner Haas     | 2           |
| Bruno Ruffo     | 2           |
| Kork Ballington | 2           |

### Campeonatos por país
| País           | Campeonatos |
| -------------- | ----------- |
| Italia         | 22          |
| Reino Unido    | 9           |
| Alemania       | 7           |
| España         | 6           |
| Japón          | 3           |
| Francia        | 3           |
| Sudáfrica      | 2           |
| Venezuela      | 2           |
| Estados Unidos | 2           |
| Rhodesia       | 2           |
| Australia      | 1           |
| San Marino     | 1           |
| Finlandia      | 1           |